# Waltenheim-sur-Zorn
Pour les articles homonymes, voir Waltenheim.
Waltenheim-sur-Zorn (prononcé [valtənajm/syʁ/tsɔrn]) est une commune française de la plaine d'Alsace située à 20,2 km au nord-ouest de Strasbourg dans la circonscription administrative du Bas-Rhin et, depuis le 1er janvier 2021, dans le territoire de la Collectivité européenne d'Alsace, en région Grand Est.
Cette commune se trouve dans la région historique et culturelle d'Alsace. En 2013, la population légale est de 656 habitants. Village de milieu rural, Waltenheim-sur-Zorn est intégrée dans la communauté de communes du Pays de la Zorn qui regroupe 27 localités autour de Hochfelden.
Dans le dialecte alsacien, le nom du village est Wàltne. En 1926, le conseil municipal a voté l'ajout de l'épithète « sur-Zorn » pour une meilleure distinction avec la commune homonyme de Waltenheim située dans le Haut-Rhin.

## Géographie
Waltenheim-sur-Zorn se situe à environ 20 km au nord-ouest de Strasbourg.
Le village est en hauteur, entouré de collines.
Par la route, on y accède principalement par Wingersheim, Schwindratzheim ou Mommenheim.
Pour les sportifs, il y a le canal et la piste cyclable qui permettent de venir en pédalant, en marchant, en courant, en naviguant et pour les plus téméraires... en nageant. Le chemin de halage du canal est emprunté par le grand itinéraire cyclable Eurovélo 5 (EV5, via Francigena de Londres à Rome/Brindisi).
| Schwindratzheim |                     | Mommenheim  |
| Mutzenhouse     | Waltenheim-sur-Zorn |             |
| Hohfrankenheim  |                     | Wingersheim |

### Géologie
Jusqu'au milieu du XXe siècle, on y exploita le gypse du Keuper en galeries souterraines,.

### Hydrographie

#### Réseau hydrographique
La commune est dans le bassin versant du Rhin au sein du bassin Rhin-Meuse. Elle est drainée par le canal de la Marne au Rhin, la Zorn et le ruisseau le Mattgraben,.
Le canal de la Marne au Rhin, d'une longueur totale de 314 km, et 178 écluses à l'origine, relie la Marne (à Vitry-le-François) au Rhin (à Strasbourg). Par le canal latéral de la Marne, il est connecté au réseau navigable de la Seine vers l'Île-de-France et la Normandie.
La Zorn, d'une longueur totale de 96,7 km, prend sa source dans la commune de Walscheid et se jette  dans le canal de la Marne au Rhin à Rohrwiller, après avoir traversé 34 communes. Les caractéristiques hydrologiques de la Zorn sont données par la station hydrologique située sur la commune de Mommenheim. Le débit moyen mensuel est de 5,36 m3/s. Le débit moyen journalier maximum est de 143 m3/s, atteint lors de la crue du 26 mai 1983. Le débit instantané maximal est quant à lui de 132 m3/s, atteint le 18 mai 2024.

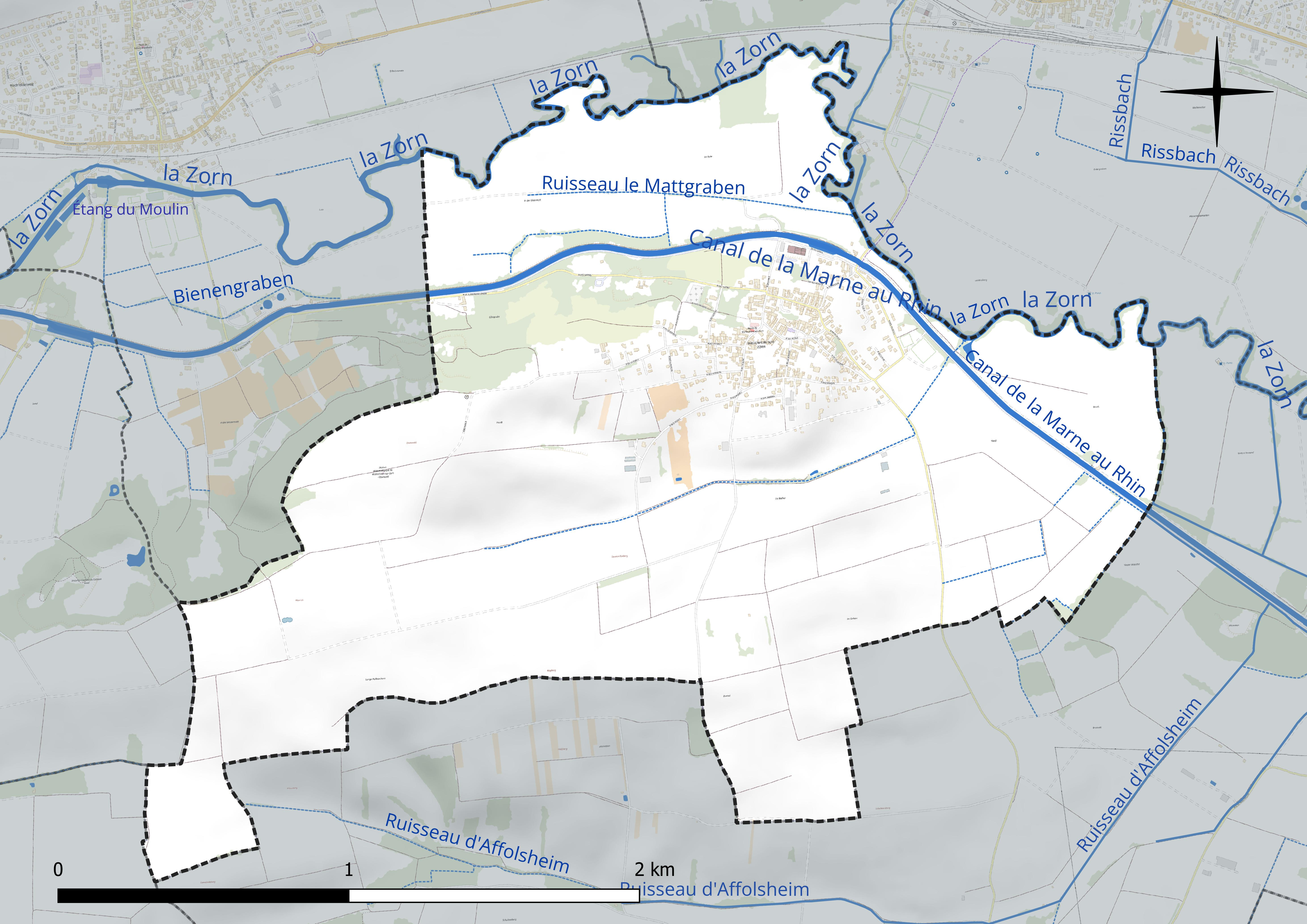
Réseau hydrographique de Waltenheim-sur-Zorn.

#### Gestion et qualité des eaux
Le territoire communal est couvert par le schéma d'aménagement et de gestion des eaux (SAGE) « Ill Nappe Rhin ». Ce document de planification concerne la nappe phréatique rhénane, les cours d'eau de la plaine d'Alsace et du piémont oriental du Sundgau, les canaux situés entre l'Ill et le Rhin et les zones humides de la plaine d'Alsace. Le périmètre s’étend sur 3 596 km2. Il a été approuvé le 17 janvier 2005. La structure porteuse de l'élaboration et de la mise en œuvre est la région Grand Est.
La qualité des cours d’eau peut être consultée sur un site dédié géré par les agences de l’eau et l’Agence française pour la biodiversité.

### Climat
Pour des articles plus généraux, voir Climat du Grand Est et Climat du Bas-Rhin.
En 2010, le climat de la commune est de type climat des marges montargnardes, selon une étude du Centre national de la recherche scientifique s'appuyant sur une série de données couvrant la période 1971-2000. En 2020, Météo-France publie une typologie des climats de la France métropolitaine dans laquelle la commune est exposée à un climat semi-continental et est dans la région climatique  Vosges, caractérisée par une pluviométrie très élevée (1 500 à 2 000 mm/an) en toutes saisons et un hiver rude (moins de 1 °C).
Pour la période 1971-2000, la température annuelle moyenne est de 10,5 °C, avec une amplitude thermique annuelle de 17,7 °C. Le cumul annuel moyen de précipitations est de 743 mm, avec 9,6 jours de précipitations en janvier et 10,3 jours en juillet. Pour la période 1991-2020, la température moyenne annuelle observée sur la station météorologique installée sur la commune est de 11,3 °C et le cumul annuel moyen de précipitations est de 652,2 mm. 
La température maximale relevée sur cette station est de 38 °C, atteinte le 7 août 2015 ; la température minimale est de −14,9 °C, atteinte le 20 décembre 2009,,.
| Mois                                  | jan.           | fév.           | mars           | avril         | mai           | juin          | jui.          | août         | sep.          | oct.          | nov.          | déc.           | année      |
| ------------------------------------- | -------------- | -------------- | -------------- | ------------- | ------------- | ------------- | ------------- | ------------ | ------------- | ------------- | ------------- | -------------- | ---------- |
| Température minimale moyenne (°C)     | 0              | 0,3            | 3              | 6,9           | 10,2          | 13,8          | 15,5          | 14,8         | 11,5          | 8             | 3,9           | 0,9            | 7,4        |
| Température moyenne (°C)              | 2,3            | 3,1            | 6,8            | 11,7          | 15            | 18,7          | 20,7          | 19,7         | 16,2          | 11,5          | 6,3           | 3,1            | 11,3       |
| Température maximale moyenne (°C)     | 4,5            | 5,8            | 10,6           | 16,4          | 19,7          | 23,7          | 25,9          | 24,7         | 20,9          | 15,1          | 8,7           | 5,2            | 15,1       |
| Record de froid (°C) date du record   | −11,9 11.01.09 | −14,1 05.02.12 | −12,1 01.03.05 | −3,1 04.04.22 | 0,4 05.05.19  | 5,2 08.06.05  | 8,6 02.07.11  | 7,6 30.08.09 | 3,7 27.09.10  | −3,7 29.10.12 | −5,5 30.11.10 | −14,9 20.12.09 | −14,9 2009 |
| Record de chaleur (°C) date du record | 16,4 01.01.23  | 19,4 25.02.21  | 24,4 31.03.21  | 29 28.04.12   | 32,5 29.05.17 | 36,6 30.06.19 | 37,5 25.07.19 | 38 07.08.15  | 32,2 15.09.20 | 29,4 13.10.23 | 21,2 02.11.20 | 18,1 31.12.22  | 38 2015    |
| Précipitations (mm)                   | 42,5           | 41,5           | 43,2           | 41,5          | 80            | 66,9          | 60,4          | 72,5         | 43,8          | 56,7          | 47,6          | 55,6           | 652,2      |

| Diagramme climatique                                  |            |           |             |            |              |              |              |              |           |            |            |
| J                                                     | F          | M         | A           | M          | J            | J            | A            | S            | O         | N          | D          |
| 4,5042,5                                              | 5,80,341,5 | 10,6343,2 | 16,46,941,5 | 19,710,280 | 23,713,866,9 | 25,915,560,4 | 24,714,872,5 | 20,911,543,8 | 15,1856,7 | 8,73,947,6 | 5,20,955,6 |
| Moyennes : • Temp. maxi et mini °C • Précipitation mm |            |           |             |            |              |              |              |              |           |            |            |

Les paramètres climatiques de la commune ont été estimés pour le milieu du siècle (2041-2070) selon différents scénarios d'émission de gaz à effet de serre à partir des nouvelles projections climatiques de référence DRIAS-2020. Ils sont consultables sur un site dédié publié par Météo-France en novembre 2022.

## Urbanisme

### Typologie
Au 1er janvier 2024, Waltenheim-sur-Zorn est catégorisée commune rurale à habitat dispersé, selon la nouvelle grille communale de densité à sept niveaux définie par l'Insee en 2022.
Elle est située hors unité urbaine. Par ailleurs la commune fait partie de l'aire d'attraction de Strasbourg (partie française), dont elle est une commune de la couronne,. Cette aire, qui regroupe 268 communes, est catégorisée dans les aires de 700 000 habitants ou plus (hors Paris),.

### Occupation des sols
L'occupation des sols de la commune, telle qu'elle ressort de la base de données européenne d’occupation biophysique des sols Corine Land Cover (CLC), est marquée par l'importance des territoires agricoles (88,6 % en 2018), une proportion sensiblement équivalente à celle de 1990 (89,1 %). La répartition détaillée en 2018 est la suivante : 
terres arables (60,3 %), prairies (15,8 %), zones agricoles hétérogènes (12,5 %), zones urbanisées (8,6 %), forêts (2,8 %). L'évolution de l’occupation des sols de la commune et de ses infrastructures peut être observée sur les différentes représentations cartographiques du territoire : la carte de Cassini (XVIIIe siècle), la carte d'état-major (1820-1866) et les cartes ou photos aériennes de l'IGN pour la période actuelle (1950 à aujourd'hui).

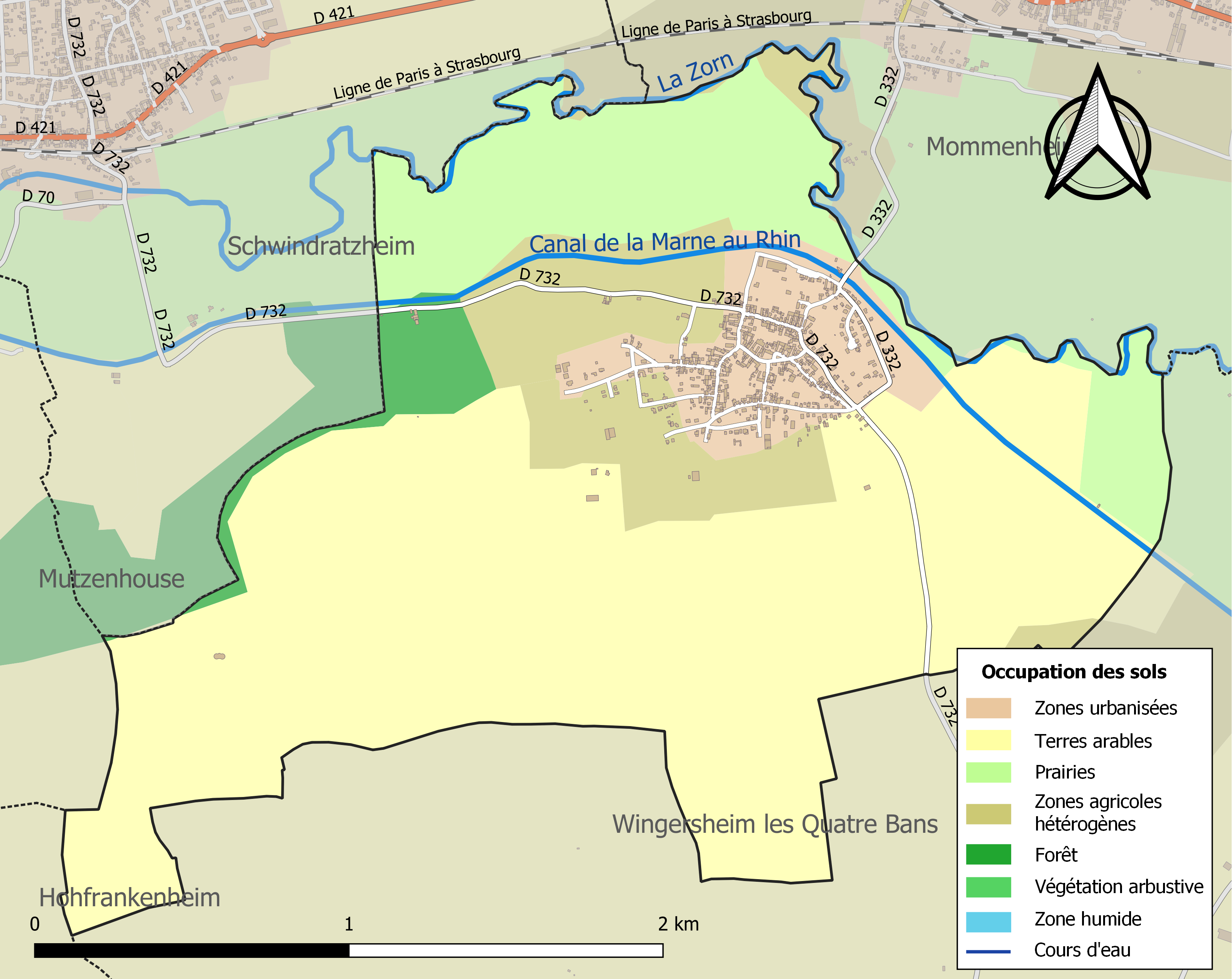
Carte des infrastructures et de l'occupation des sols de la commune en 2018 (CLC).

## Histoire
Historiquement, Waltenheim-Sur-Zorn fut connue pour l'exploitation du gypse.

### Héraldique
| Blason de Waltenheim-sur-Zorn | Blason  | D'argent au bosquet de cinq arbres de sinople posés sur trois coupeaux du même mouvant de la pointe. |
| Blason de Waltenheim-sur-Zorn | Détails | |

## Politique et administration
| Période                                  | Période                   | Identité                                      | Étiquette | Qualité |
| ---------------------------------------- | ------------------------- | --------------------------------------------- | --------- | ------- |
| mars 2001                                | mars 2008                 | Antoine Wydmusch                              |           |         |
| mars 2008                                | En cours (au 31 mai 2020) | Jeannot Krebs, Réélu pour le mandat 2020-2026 |           |         |
| Les données manquantes sont à compléter. |                           |                                               |           |         |

## Démographie
L'évolution du nombre d'habitants est connue à travers les recensements de la population effectués dans la commune depuis 1793. Pour les communes de moins de 10 000 habitants, une enquête de recensement portant sur toute la population est réalisée tous les cinq ans, les populations de référence des années intermédiaires étant quant à elles estimées par interpolation ou extrapolation. Pour la commune, le premier recensement exhaustif entrant dans le cadre du nouveau dispositif a été réalisé en 2007.

En 2022, la commune comptait 659 habitants, en évolution de +0,15 % par rapport à 2016 (Bas-Rhin : +3,17 %, France hors Mayotte : +2,11 %).
| 1793 | 1800 | 1806 | 1821 | 1831 | 1836 | 1841 | 1846 | 1851 |
| ---- | ---- | ---- | ---- | ---- | ---- | ---- | ---- | ---- |
| 454  | 568  | 621  | 603  | 739  | 749  | 692  | 723  | 675  |

| 1856 | 1861 | 1866 | 1871 | 1875 | 1880 | 1885 | 1890 | 1895 |
| ---- | ---- | ---- | ---- | ---- | ---- | ---- | ---- | ---- |
| 648  | 627  | 629  | 642  | 638  | 630  | 675  | 679  | 723  |

| 1900 | 1905 | 1910 | 1921 | 1926 | 1931 | 1936 | 1946 | 1954 |
| ---- | ---- | ---- | ---- | ---- | ---- | ---- | ---- | ---- |
| 739  | 673  | 659  | 578  | 586  | 560  | 536  | 535  | 518  |

| 1962 | 1968 | 1975 | 1982 | 1990 | 1999 | 2006 | 2007 | 2012 |
| ---- | ---- | ---- | ---- | ---- | ---- | ---- | ---- | ---- |
| 544  | 522  | 518  | 551  | 601  | 641  | 710  | 720  | 669  |

| 2017 | 2022 | - | - | - | - | - | - | - |
| ---- | ---- | - | - | - | - | - | - | - |
| 664  | 659  | - | - | - | - | - | - | - |

## Lieux et monuments

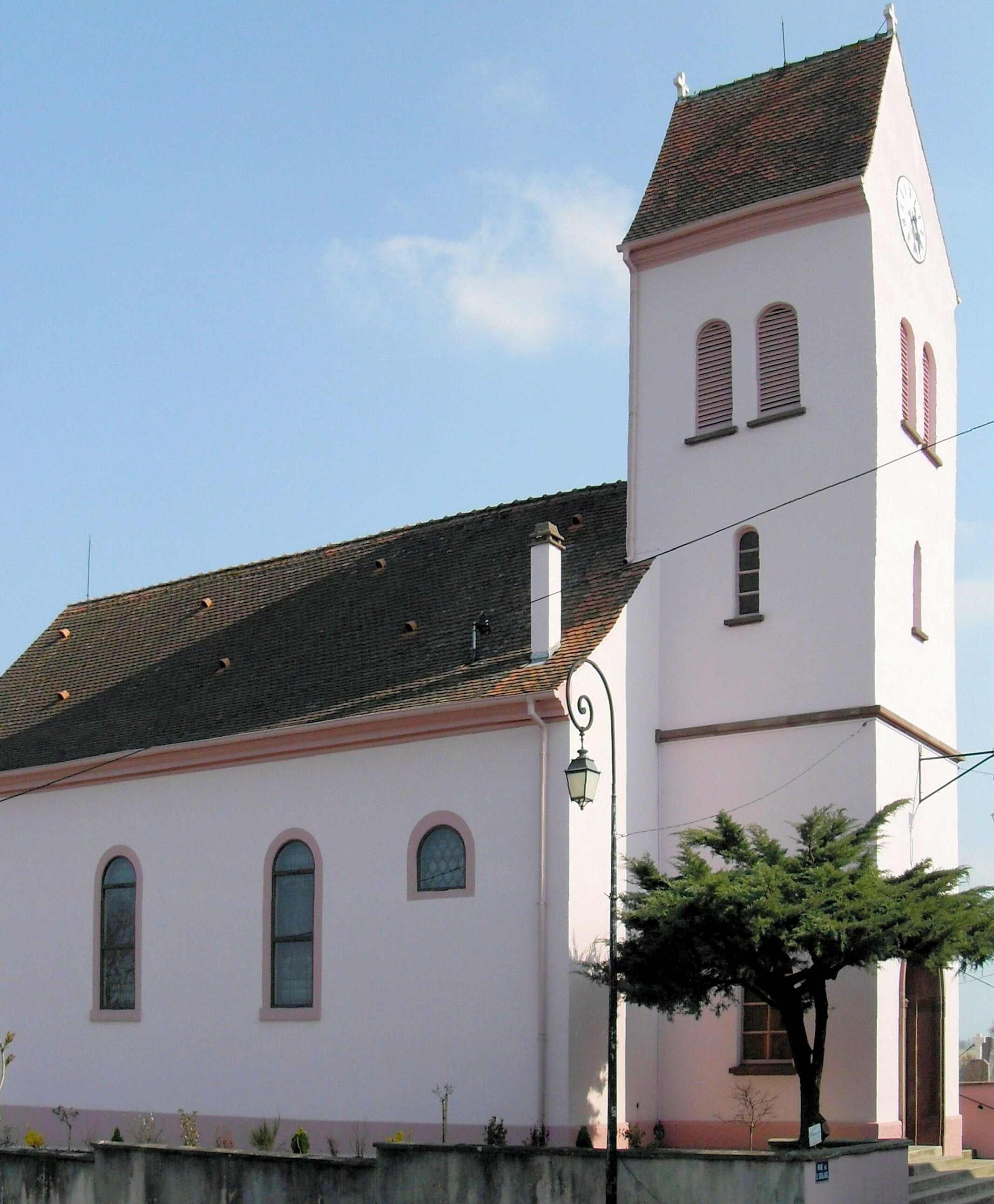
Église Saint-Pierre-et-Saint-Paul de Waltenheim-sur-Zorn

- L'église Saint-Pierre-et-Saint-Paul.
- La maison de Hansel et Gretel au bord de l'eau datant de 1888, refaite en 2005, avec une fresque unique au monde de 80 m2 de façade, peinte par Roland Perret, artiste alsacien.
- La piste cyclable longeant le canal de Strasbourg à Saverne (50 km).

## Activités économiques et associatives
La commune compte quelques associations.
Parmi les activités économiques, on dénombre : plusieurs restaurants - un éducateur comportementaliste canin.